# Chao Yu-chen
Chao Yu-chen (chinesisch 趙語辰; * 24. Dezember 2001) ist eine taiwanische Beachhandball-Spielerin. Sie ist Mitglied der Nationalmannschaft Taiwans.
Chao Yu-chen nahm mit der Juniorinnen-Auswahl Taiwans an den erstmals ausgetragenen Beachhandball-Juniorenweltmeisterschaften 2017 in Flic-en-Flac auf Mauritius teil. Da Togo und Brasilien in ihrer Vorgruppe nicht antraten, wurde Taiwan trotz der klaren Niederlage gegen die Niederlande Gruppenzweite und zog in die Hauptrunde ein. Dort unterlag die Mannschaft Argentinien und Ungarn, womit Taiwan in den drei ersten Spielen des Turniers den drei späteren Medaillengewinnern unterlegen war. Das letzte Vorrundenspiel gegen Kroatien wurde gewonnen. Damit zogen die Taiwanerinnen überraschend statt der Kroatinnen in das Viertelfinale ein. Dort schieden sie gegen Portugal im Shootout aus. Nach einer Niederlage gegen die Spanierinnen kam es im letzten Platzierungsspiel zu einem Duell mit den Chinesinnen um den siebten Platz und zugleich um die Qualifikation für die Olympischen Jugend-Sommerspiele 2018 in Buenos Aires. Das Spiel wurde in zwei Sätzen verloren und Chao schloss das Turnier mit Taiwan auf dem achten Platz von 14 Mannschaften ab.

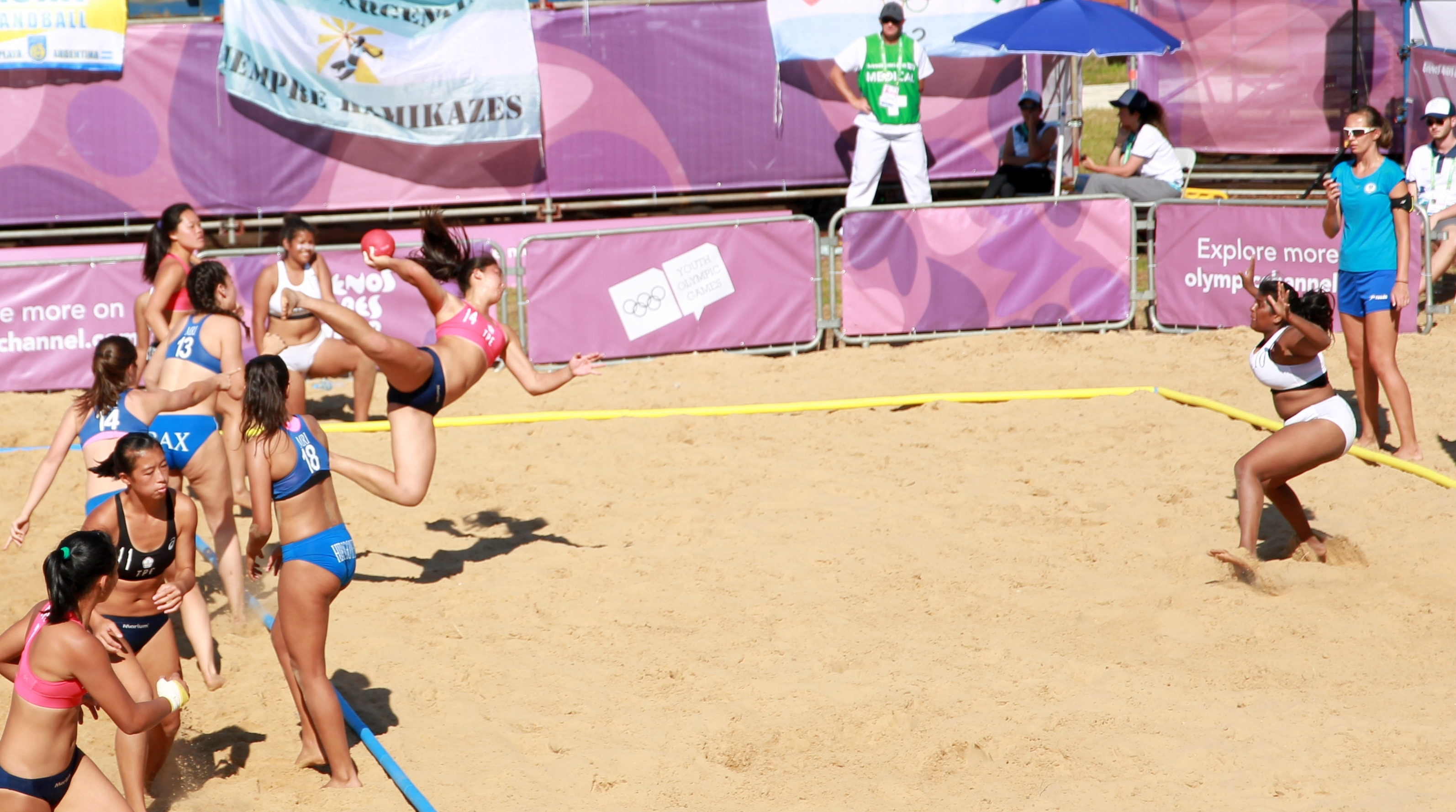
Chao beim Torwurf im Vorrundenspiel gegen Mauritius bei den Olympischen Jugendspielen 2018

Es folgten die Olympischen Jugend-Sommerspiele, da China sich für einen Startplatz im Basketball statt im Beachhandball entschieden hatte und somit Taiwan (Chinesisch-Taipeh) nachrücken konnte. Abgesehen von Lin Hung-gwen hatten alle Mitglieder der Mannschaft schon an den Junioren-Weltmeisterschaften im Vorjahr teilgenommen. Chao bestritt das Turnier als einzige ausschließliche Pivot (Linienspielerin/Shooter), einzig die standardmäßige Rechtsaußen Lin Hun-gwen spielte alternierend auf dieser Position. Sie startete mit Taiwan mit einem Sieg im Shootout über Russland in das Turnier. Es folgte ein weiterer klarer Sieg über die Außenseiterinnen aus Amerikanisch-Samoa, die im zweiten Durchgang nur einen Punkt gegen die starke Abwehr Taiwans erzielen konnte. Chao erzielte selbst zwar nur vier Punkte, bereitete aber 12 Treffer ihrer Mitspielerinnen vor, ein überaus hoher Wert im Beachhandball. Nach einer klaren Niederlage im dritten Spiel gegen Kroatien folgte ein deutlicher Sieg über den zweiten Außenseiter aus Mauritius. In diesem Spiel erzielte Chao 18 Punkte und damit gemeinsam mit Lin Pin-chun die meisten ihrer Mannschaft. Das letzte Vorrundenspiel wurde gegen die amtierenden Junioren-Weltmeisterinnen aus Ungarn verloren. Als drittplatzierte Mannschaft konnte Taiwan nicht nur Russland hinter sich lassen, sondern als letzte Mannschaft der Vorrundengruppe in die Hauptrunde einziehen.

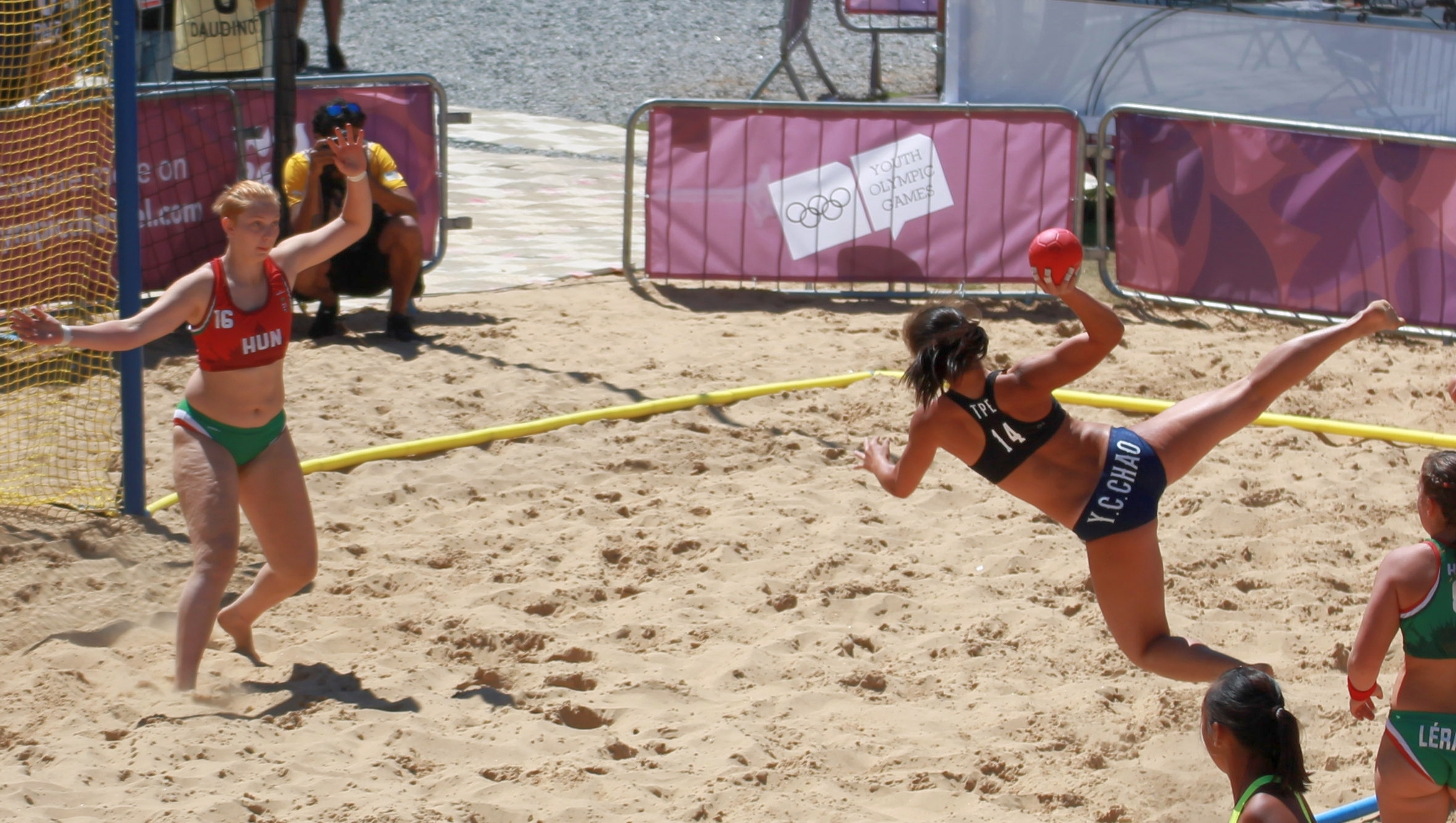
Chao beim Wurf auf das von Dalma Mátéfi gehütete Tor Ungarns bei den Olympischen Jugendspielen 2018

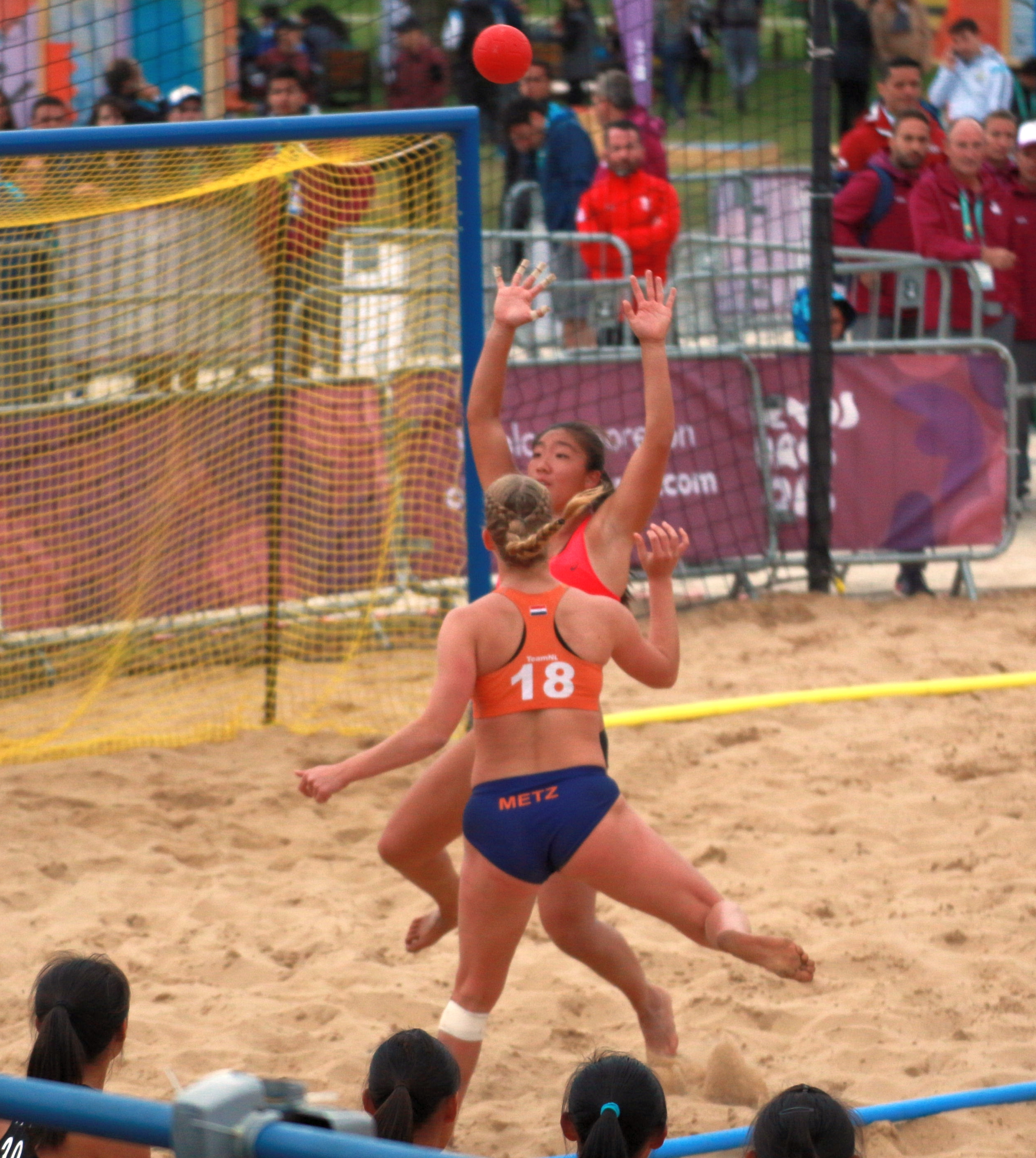
Chao als Torhüterin gegen Nyah Metz im Shootout gegen die Niederlande bei den Olympischen Jugendspielen

Im ersten Hauptrundenspiel gegen die Niederlande konnten die Taiwanerinnen zwar knapp den ersten Durchgang für sich entscheiden, verloren danach aber deutlich den zweiten Durchgang, anschließend den Shootout und damit auch das Spiel. Mit 12 erzielten Punkten war sie punktgleich mit Tsai Pei-ling beste Torschützin Taiwans. Das folgende Spiel gegen Paraguay konnte Chao mit ihrer Mannschaft in zwei Durchgängen gewinnen und war mit 14 Punkten beste Torschützin. Gegen die argentinischen Gastgeberinnen konnte Taiwan erneut überraschend den ersten Satz mit einem Punkt Vorsprung gewinnen, verlor dann aber knapp mit einem Punkt weniger sowohl Satz zwei als auch den Shootout. Mit vier Punkten war Taiwan punktgleich mit Paraguay und Kroatien, aufgrund des direkten Vergleichs zog jedoch Kroatien in das Halbfinale ein, während Taiwan gegen Paraguay um den fünften Platz spielte. Dieses Mal unterlag Taiwan in zwei Durchgängen klar den Südamerikanerinnen und belegte am Ende den sechsten Platz von 12 Mannschaften. Chao bestritt alle möglichen Spiele des Turniers und erzielte 86 Punkte. Damit war sie nach Lin Pin-chun erfolgreichste Werferin ihrer Mannschaft und gemeinsam mit Sára Léránt zehntbeste Torschützin des Turniers, hatte aber die bessere Trefferquote aufgrund eines weniger bestrittenen Spiels als die Ungarin. Mit 34 Torvorlagen war sie gemeinsam mit Wiktoria Dawydowa hinter Rea Banić zweitbeste Vorbereiterin des Turniers. Bei Shootouts wurde Chao neben der standardmäßigen Torhüterin Shen Yun-ting im Tor eingesetzt, abgesehen von ihren beiden Erfolgen im ersten Shootout gegen Russland war sie dabei nicht sehr erfolgreich.
2018 nahm Chao mit der Frauen-Nationalmannschaft auch am Einladungsturnier ersten Gangdu Cup teil. Sie bildete mit all ihren Mannschaftskameradinnen von den Olympischen Jugendspielen die taiwanesische B-Nationalmannschaft, während die A-Mannschaft weitestgehend von Spielerinnen der amtierenden Meistermannschaft gestellt wurde. Chen gewann am Ende mit ihrer Mannschaft das von der IHF anerkannte Turnier, im Finale schlugen sie erstmals die Vertretung Vietnams.
Als einzige Spielerin aus dem Aufgebot bei den Olympischen Jugendspielen nahm Chao nicht mit der taiwanesischen U 18 in Beirut an den Asienmeisterschaften 2019 in der Halle teil.

## Einzelbelege
1. ↑  IHF | Look Back: Mauritius 2017 – IHF Women’s Youth Beach Handball World Championship. Abgerufen am 16. Dezember 2022.
2. ↑  2018 Summer Youth Olympics Official Result Book Beach handball
3. ↑  中時新聞網: 港都盃國際沙灘手球邀請賽12月初熱情引爆南臺灣 - 體育. Abgerufen am 8. Dezember 2021 (chinesisch (Taiwan)).
4. ↑  中華男女隊包辦港都盃國際沙灘手球邀請賽冠軍「高雄新聞網. In: tnews.cc. 4. Dezember 2018, abgerufen am 14. Dezember 2022 (chinesisch).
5. ↑  Asian Handball Federation. Abgerufen am 15. Dezember 2022.

| Personendaten    | Personendaten                                    |
| ---------------- | ------------------------------------------------ |
| NAME             | Chao, Yu-chen                                    |
| ALTERNATIVNAMEN  | Yu-chen, Chao; 趙語辰 (chinesisch)               |
| KURZBESCHREIBUNG | taiwanische Handball- und Beachhandballspielerin |
| GEBURTSDATUM     | 24. Dezember 2001                                |